# Fondation René-Touraine
La Fondation René Touraine est une organisation médicale internationale à but non lucratif. Son objectif est de favoriser l’accès à des soins de qualité en dermatologie pour les patients souffrant de maladies de la peau.
Elle réunit à un niveau international des dermatologues, des chercheurs, des associations de patients et des industries pharmaceutiques et cosmétiques intéressées par l’amélioration des soins. Elle travaille également en collaboration avec les autorités de santé.
C’est une structure de santé originale qui s’attache à mieux répondre aux besoins des patients.

## Origine
Le professeur René Touraine, à l’origine de la recherche clinique et thérapeutique en dermatologie en France, meurt en 1988. Un de ses élèves, le Professeur Louis Dubertret, crée en 1991 la fondation portant son nom (fondation reconnue d'utilité publique, décret du Premier ministre du 23 août 1991). Son siège se trouve au sein de l’Hôpital Necker-Enfants malades, dans le XVe arrondissement de Paris.

## Missions
L’objectif général de la fondation est d'améliorer l’accès à des soins de qualité en dermatologie pour les patients du monde entier.
Les missions de la fondation René Touraine sont :
1. de mieux évaluer les besoins non-satisfaits des patients,
2. et de développer des moyens pour y répondre :
  - en promouvant la création de consultations spécialisées dans les principales maladies dermatologiques[7] ;
  - en mettant en réseau au niveau international et national les professionnels de santé animant ces consultations spécialisées ;
  - en encourageant à travers ces réseaux des actions spécifiques pour la formation continue des soignants en dermatologie ;
  - en soutenant la recherche clinique et thérapeutique en dermatologie.

## Organisation
La fondation est gérée par trois structures :
1. Le conseil d'administration[9] réunit des représentants de grands ministères français, des médecins, des représentants du secteur industriel (industries pharmaceutiques et cosmétiques) et des personnalités de la société civile. Il décide des principales actions à mener et contrôle la gestion du budget.
2. Le conseil scientifique[10] est animé par d'éminents dermatologues européens. Ils sont responsables du développement des principales actions de la fondation.
3. Enfin, le collège des fondateurs[11] est composé des industries pharmaceutiques et cosmétiques ayant participé  au financement initial de la fondation. Ils sont régulièrement consultés.

## Financement
Comme toute fondation reconnue d'utilité publique, la Fondation René Touraine est financée par les intérêts de la dotation initiale constituée en 1991.
Elle reçoit ponctuellement des fonds publics et privés pour la mise en œuvre de ses différents projets.
Pour éviter les éventuels conflits d'intérêts que pourrait soulever un financement par certains donateurs, la fondation a signé une déclaration de transparence.

## Programmes

### Améliorer la formation des dermatologues

#### Bourses de recherche
Pour encourager les collaborations internationales entre les laboratoires de recherche ou les unités de soins, la fondation attribue chaque année en collaboration avec l’ESDR cinq bourses de recherche à des étudiants et des doctorants en dermatologie.

#### Conférence scientifique annuelle
Depuis 1993, la fondation organise chaque année à Paris un symposium réunissant des chercheurs de très haut niveau. Durant une journée, les découvertes récentes sur une cellule de la peau, différente chaque année, sont discutées. Une bibliographie commentée de la journée scientifique est publiée depuis 2000 dans la revue Experimental Dermatology.
- 1993 : modulations pharmacologiques des fonctions de la cellule de Langerhans
- 1994 : le kératinocyte et sa différenciation
- 1995 : le renouvellement de l'épiderme
- 1996 : la mélanocyte
- 1997 : la cellule endothéliale
- 1998 : la fibroblaste
- 1999 : la matrice extracellulaire
- 2000 : le mastocyte[13]
- 2001 : neurophysiologie cutanée[14]
- 2002 : cellules T et système immunitaire cutané I[15]
- 2003 : T- cells and the skin immune system II[16]
- 2004 : the keratonocyte: inter and extracellular events[17]
- 2005 : in defence of the epidermis[18]
- 2006 : molecular and clinical aspects of melanocyte differenciation, growth and and functionning[19]
- 2007 : angiogenesis and lymphangiongenesis in skin pathology and disease[20]
- 2008 : the fibroblast[21]
- 2009 : the adipocyte[22]
- 2010 : epidermal barrier in skin homeostasis and disease[23]
- 2011 : keratinocytes and cutaneous innate immunity[24]
- 2012 : cutaneous dendritic cells

#### Mise à disposition gratuite sur internet d'un ouvrage de référence en dermatologie
Édité en 1991 par Flammarion, Thérapeutique Dermatologique est le livre de référence en dermatologie dans les pays francophones. Il est quotidiennement utilisé par les professionnels de santé. Pour mieux répondre à cette demande, la fondation a créé en 2005 la mise à disposition en ligne gratuite le contenu de Thérapeutique Dermatologique. Le site enregistre plus d'un million de visiteurs par an, dont beaucoup issus de pays émergents et de pays en développement.

### Améliorer l’accès à des soins de qualité

#### Genodermatoses Network
Les génodermatoses sont des maladies rares,. Certaines d'entre elles sont d'une extrême gravité et aboutissent à un handicap sévère et à une exclusion sociale particulièrement douloureuse pour les patients et leurs familles. La fondation rassemble depuis 2003 des dermatologues d'Europe, du bassin méditerranéen et du Moyen-Orient pour réfléchir à des stratégies d'amélioration de la prise en charge des malades dans des environnements sociaux et culturels très différents.
Ces stratégies passent d'abord par la mise en place de consultations spécialisées au niveau des services de dermatologie. Ces consultations spécialisées sont ensuite mise en réseau au niveau national et international. Une attention particulière est apportée aux liens avec les généralistes, les pédiatres et des associations de patients.
Au sein de la fondation se sont créés des groupes de travail internationaux sur cinq principaux types de génodermatoses :
- épidermolyse bulleuse
- ichtyose
- kératodermie palmo-plantaire (en)
- neurofibromatose
- xeroderma pigmentosum.

#### Psoriasis International Network
Le psoriasis est une maladie inflammatoire chronique de la peau qui touche 1 à 3 % de la population mondiale. Elle peut entraîner un handicap physique et social sévère.
La fondation :
1. favorise la création de consultations spécifiques pour les patients dans les services de dermatologie,
2. crée des réseaux nationaux et internationaux (réseau sud américain Solapso[30], réseau Pso-Maghreb) entre ces consultations,
3. et utilise ces réseaux :
  - pour faire des enquêtes au niveau international sur les besoins non satisfaits des patients souffrant du psoriasis et les stratégies de traitements :
    - enquête en 2011 sur l’organisation de soins et les prises en charge disponibles au niveau de pays pour les patients souffrant du psoriasis dans 50 pays ;
    - enquête en 2012 sur l’usage du methotrexate dans le traitement du psoriasis dans 56 pays

  - pour encourager la recherche sur le psoriasis,
  - pour organiser un congrès mondial tous les trois ans rassemblant les dermatologues et les praticiens ayant un intérêt particulier dans la prise en charge des patients souffrant de psoriasis.

Le réseau tisse des liens étroits avec les principales fédérations d'associations de patients :
- IFPA[31]
- Europso[32]
- Latinapso[33]
- Psorasia[34].